# 天下五剑
天下五剑（平假名：てんかごけん），是五把著名的日本刀的合称。具体是指：
| 号     | 假名       | 指定 | 刀銘   | 刀匠         | 備注                                                |
| ------ | ---------- | ---- | ------ | ------------ | --------------------------------------------------- |
| 童子切 | どうじぎり | 国宝 | 安纲   | 安綱         | 太刀・刃長79.9cm・弯曲度2.7cm・東京国立博物館所蔵。 |
| 鬼丸   | おにまる   | 御物 | 国纲   | 粟田口国綱   | 太刀・刃長78.2cm・弯曲度3.2cm・御物。               |
| 三日月 | みかづき   | 国宝 | 三条   | 三条宗近     | 太刀・刃長80cm・弯曲度2.7cm・東京国立博物館所蔵。   |
| 大典太 | おおでんた | 国宝 | 光世作 | 三池典太光世 | 太刀・刃長65.75cm・弯曲度2.7cm・前田育德會所蔵。    |
| 数珠丸 | じゅずまる | 重文 | 恒次   | 青江恒次     | 太刀・刃長81.1cm・弯曲度3.0cm・本興寺所蔵。         |

在日本刀研究专家佐藤寒山的《日本的刀剑》（至文堂、 1961年）和《新・日本名刀100選》（秋田書店、1990年）中，在日本室町时代的天下五剑为三日月宗近，童子切，大典太光世，数珠丸恒次和一期一振吉光，不包含鬼丸国纲。但在《新・日本名刀100選》中，又有称三日月宗近，童子切，大典太光世，数珠丸恒次和鬼丸国纲为室町时代以来称得上是天下五剑的名刀的说法。在同本书中，出现了矛盾的记载。
此外，还有关于数珠丸恒次属于古备前派的见解。